# Stephen Lee Bun-sang
Stephen Lee Bun-sang em chinês: 李斌生 (Hong Kong, 10 de Novembro de 1956) é um arquiteto e sacerdote católico chinês, numerário do Opus Dei. Foi bispo auxiliar de Hong Kong (2014-2016) e atualmente é o bispo de Macau.

## Início
D. Stephen Lee Bun-sang nasceu em Hong Kong, no dia 10 de Novembro de 1956. Já adulto, aos 19 anos de idade, recebeu o batismo na Igreja de Santa Margarida, em Hong Kong, no dia 24 de Julho de 1976. Prosseguiu os seus estudos universitários em Inglaterra, optando por estudar Arquitetura, primeiro no Politécnico de Oxford (atual Oxford Brookes University), durante os anos de 1976-1977, e depois na Escola de Arquitectura de Londres, durante os anos de 1977-1981. Em 1978, pediu a admissão à Prelazia da Santa Cruz e Opus Dei em Londres, como leigo numerário. Obteve o bacharelato em Arquitetura no ano de 1981.
Terminado o curso universitário, regressou a Hong Kong, onde exerceu a profissão de arquiteto, durante cerca de dois anos. Em 1984, prosseguiu estudos eclesiásticos em Roma, onde estudou Teologia e Filosofia num seminário internacional do Opus Dei. Posteriormente, doutorou-se em Direito Canónico pela Universidade de Navarra, em Pamplona (Espanha), com uma tese sobre as relações entre a Igreja e o Estado na República Popular da China (em castelhano: Relaciones Iglesia-Estado en la Republica Popular China). A sua tese de doutoramento foi posteriormente publicado em livro, escrito em castelhano.

## Sacerdócio
No dia 20 de Agosto de 1988, foi ordenado sacerdote católico, no Santuário de Torreciudad (Huesca, Espanha), estando incardinado no Opus Dei. Em 1989, começou a desempenhar trabalho pastoral em Hong Kong, onde foi capelão de alguns centros de formação e escolas do Opus Dei, bem como Defensor do Vínculo no Tribunal Diocesano de Hong Kong. Em 1994, tornou-se no supervisor da escola católica Tak Sun, cuja capelania e acompanhamento espiritual está a cargo do Opus Dei. Em 2011, foi nomeado por D. Javier Echevarría (então prelado do Opus Dei) como o vigário regional do Opus Dei para a Ásia-Pacífico.
Para além da sua preocupação pela educação das crianças e jovens, a sua actividade pastoral centrou-se também na organização de retiros e recolecções (recolhimentos) espirituais, bem como na catequese e no ensino da doutrina católica no Opus Dei e em diversas paróquias e comunidades religiosas da Diocese de Hong Kong. Sendo perito em Direito Canónico, ele interessou-se particularmente na problemática de como aplicar o direito canónico em situações irregulares, tais como as que são vividas pela Igreja Católica na China Continental, cuja autonomia e liberdade religiosa estão severamente limitadas pelas autoridades da República Popular da China, nomeadamente pela Associação Patriótica Católica Chinesa.

## Episcopado

### Bispo-auxiliar de Hong Kong
No dia 11 de Julho de 2014, Stephen Lee foi nomeado bispo-auxiliar de Hong Kong pelo Papa Francisco. Foi ordenado bispo no dia 30 de Agosto de 2014, na Catedral da Imaculada Conceição, juntamente com Michael Yeung Ming-cheung e Joseph Ha Chi-sing, dois padres chineses que viriam a ser também bispos-auxiliares de Hong Kong. O seu ministério episcopal em Hong Kong centrou-se mais na pastoral da família, na formação de leigos, na catequese, nas escolas católicas, nas comunicações, na Comissão Litúrgica, no Comité Diocesano de Bioética e em projectos de construção.

### Bispo de Macau
Com a resignação do então bispo de Macau, D. José Lai Hung-seng, ocorrida em 16 de Janeiro de 2016, o Papa Francisco nomeou no mesmo dia Stephen Lee como o novo bispo de Macau. Ele tomou posse da diocese no dia 23 de Janeiro de 2016, numa cerimónia litúrgica onde se celebrou também oficialmente os 440 anos do estabelecimento da Diocese de Macau.
Devido à sua larga experiência internacional, em parte fruto dos seus estudos académicos prosseguidos em diferentes países, ele domina bem o chinês (cantonês e mandarim), o inglês e o castelhano. Consciente das tradições e costumes portugueses que ainda são vividos na Diocese, ele prometeu aprender o português e manter a língua portuguesa nas Missas e demais actividades da Igreja. Na Missa de tomada de posse como Bispo de Macau (23 de Janeiro de 2016), ele proferiu um breve discurso em português, dizendo o seguinte: "Gostaria de dizer algumas palavras em português. Desculpem os meus erros de pronúncia, aprendi a língua apenas há alguns dias atrás. Tento aprender a língua para mostrar que amo as pessoas que falam português e gostaria de continuar a ir ao encontro de todos. Respeito a cultura portuguesa, a tradição e costumes de Macau. Agradeço a vossa presença aqui".